# جبر الضرر
جبر الضرر يسعى إلى تحقيق الاعتراف بالأذى الذي تعرّض له ضحايا انتهاكات حقوق الإنسان المنتظمة ومعالجتها. في هذا السياق، يزوّد برنامج العدالة التعويضية للمركز الدولي للعدالة الانتقالية منظّمات الضحايا والمجتمع المدني وصانعي السياسات عبرالعالم بالمعرفة والخبرة المقارنة حول جبر الضرر.